# Granusjön (Särna socken, Dalarna)
Granusjön är en sjö i Älvdalens kommun i Dalarna och ingår i Dalälvens huvudavrinningsområde. Sjön har en area på 0,725 kvadratkilometer och ligger 548,1 meter över havet. Sjön avvattnas av vattendraget Granan.

## Delavrinningsområde
Granusjön ingår i det delavrinningsområde (683878-137507) som SMHI kallar för Utloppet av Granusjön. Medelhöjden är 552 meter över havet och ytan är 2,28 kvadratkilometer. Räknas de 2 avrinningsområdena uppströms in blir den ackumulerade arean 32,05 kvadratkilometer. Granan som avvattnar avrinningsområdet har biflödesordning 2, vilket innebär att vattnet flödar genom totalt 2 vattendrag innan det når havet efter 424 kilometer. Avrinningsområdet består mestadels av skog (47 procent) och sankmarker (14 procent). Avrinningsområdet har 0,72 kvadratkilometer vattenytor vilket ger det en sjöprocent på 31,7 procent.